# Ціна попиту
Ціна́ по́питу — ціна, офіційно заявлена покупцем, яка зумовлює безвідкличну пропозицію придбати заявлений товар на умовах споту, форварду або ф'ючерсу.
Ціни еталонні — ціни, які відкладаються у свідомості покупців і які є деяким ціновим орієнтиром, коли покупці шукають певний товар.
Ціна попиту визначається розміром доходу.
Графічним виразом залежності між ціною товару і обсягом попиту, пред'явленого на цей товар, служить крива попиту.